# Ramariopsis biformis
Ramariopsis biformis är en svampart som först beskrevs av George Francis Atkinson, och fick sitt nu gällande namn av R.H. Petersen 1964. Ramariopsis biformis ingår i släktet Ramariopsis och familjen fingersvampar.   Inga underarter finns listade i Catalogue of Life.